# Porites myrmidonensis
Porites myrmidonensis là một loài san hô trong họ Poritidae. Loài này được Veron mô tả khoa học năm 1985.